# 张子扬
张子扬（2001年1月1日—），中国男子游泳运动员，主攻中长距离自由泳，曾获得2022年亚洲运动会男子10公里马拉松游泳金牌和男子4×200米自由泳接力银牌，他也曾参加2020年夏季奥林匹克运动会。